# Comfenalco Antioquia
La Caja de compensación familiar de Antioquia Conocida comercialmente como Comfenalco  Antioquia es una caja de compensación que presta los servicios de turismo, salud, recreación, deportes, educación, subsidios, crédito, vivienda y bibliotecas, entre otros, generando así oportunidades de desarrollo en Antioquia.
Cuenta con aproximadamente medio millón de afiliados.

## Historia
A partir de las medidas adoptadas por la Junta Militar de Gobierno y dando cumplimiento al Decreto 118 de 1957, la Federación Nacional de Comerciantes FENALCO Seccional Antioquia, creó el 30 de agosto de 1957 la Caja de Compensación Familiar de FENALCO Antioquia, llamada Comfenalco Antioquia.

## Infraestructura

### Parque los tamarindos
En el corazón de San Jerónimo, en el occidente antioqueño, se encuentra el Parque Los Tamarindos, un centro de recreación con diversas facilidades de entretenimiento.

### Parque Ecológico Piedras Blancas
En la vereda San Felipe, en la ciudad de Guarne a 40 kilómetros de Medellín se encuentra el Parque Ecológico Piedras Blancas un espacio de naturaleza y esparcimiento.